# 군서유종
《군서유종》(일본어: 群書類従)은 일본 에도 시대의 학자 하나와 호키치(塙保己一)가 편찬한 일본의 국학(国学) ・ 역사를 주로 하는 일대 총서(叢書)이다.
하나와 호키치는 고서(古書)의 산일을 두려워하여 1779년(안에이 8년) 스가와라노 미치자네(菅原道真)를 모신 신사인 기타노 덴만구(北野天満宮)에서 간행을 맹세하고, 에도 막부(江戸幕府)나 여러 다이묘(大名) ・ 지샤(寺社) ・ 구게(公家) 등의 협력을 얻어 고서를 수집, 편찬하였다.
일본의 고대로부터 에도 시대(江戸時代) 초기에 걸쳐 성립된 사서(史書)나 문학 작품 등 모두 1,273종을 수록하였다. 간세이(寛政) 5년(1793년) - 분세이(文政) 2년(1819년)에 목판으로 간행되었다.
일본의 역사학 ・ 국학(国学) ・ 문학 등의 학술적인 연구에 크게 공헌한 위대한 저술로 평가되고 있다.

## 구성
정편(正編)은 1,273종 530권 666책으로 이루어져 있으며 다음 25부로 분류되고 있다.
1. 신지부(神祇部)
2. 제왕부(帝王部)
3. 보임부(補任部)
4. 계보부(系譜部)
5. 전부(伝部)
6. 관직부(官職部)
7. 율령부(律令部)
8. 공사부(公事部)
9. 장속부(装束部)
10. 문필부(文筆部)
11. 소식부(消息部)
12. 와카부(和歌部)
13. 렌카부(連歌部)
14. 모노가타리부(物語部)
15. 일기부(日記部)
16. 기행부(紀行部)
17. 관현부(管弦部)
18. 축국부(蹴鞠部)
19. 응부(鷹部)
20. 유희부(遊戯部)
21. 음식부(飲食部)
22. 합전부(合戦部)
23. 무가부(武家部)
24. 석자부(釈字部)
25. 잡부(雑部)

## 속군서유종(続群書類従)
정편(正編)과 마찬가지로 25부(部)로 나뉘어 2,103종, 1,000권, 1185책의 일대 총서가 간행되었다. 《군서유종》에 이어 하나와 호키치가 계획하고 사망한 뒤에는 그의 제자들이 이어받아 완성하였다.
일본의 게이자이 잡지사(経済雑誌社)가 1902년(메이지 35년)부터 1914년(다이소 3년)에 걸쳐 활자본을 간행하였는데, 제19집에서 중단되었고, 그 뒤 1922년(다이쇼 11년)에 나머지 부분의 간행을 목적으로 「속군서유종완성회」(続群書類従完成会)가 설립되어 1923년(다이쇼 12년)부터 1928년(쇼와 3년)에 걸쳐 제20집상(上)부터 제33집하(下)까지 간행되었다. 나아가 패전 뒤에는 서목(書目)에는 있지만 소재를 알 수 없게 되었던 결본들에 대한 조사도 이루어졌고, 1969년에 제34집, 1972년에 제35-37집이 간행되면서 《군서유종》의 간행은 완결되었다.

## 기타
- 하나와 호키치는 군서유종의 판목을 제작할 당시 가능한 20자×20행으로 400자가 들어가도록 규격을 통일시켰다. 이는 원고지의 기본 양식이 된다.
- 군서유종의 판목은 일본의 온고학회(温故学会 ) 가 소장, 관리하고 있다.
- 메이지 시대(明治時代) 이후 일본의 국서간행회(国書刊行会, 1905년에 설립된 출판 단체로 1971년에 설립된 동명의 출판사와는 관계가 없다)로부터 『속속군서유종』(続々群書類従, 神祗部、史伝部、記録部、法制部、地理部、教育部、宗教部、詩文部、歌文部、雑部), 『신군서유종』(新群書類従, 演劇部、歌曲部、書目部、舞曲部、歌曲部、狂歌部)이 편찬되었다.
- 「속군서유종완성회」는 이후로도 일본의 사료집을 중심으로 출판사업을 벌였는데, 2006년 9월에 부도 처리되면서 사실상 도산하였다.[2][3] 이 회사는 일본의 회사갱생법(会社更生法)에 회생 신청을 하지 않고 파산 신청을 일본의 도쿄 지방재판소(東京地方裁判所)에 제출하였다.[4] 2007년 6월부터 야기 서점(八木書店)이 『군서유종』 등의 출판사업을 이어받았다. 2014년 10월 1일부터 『군서유종』(30책), 『속군서유종』(86책), 『속속군서유종』(17책)의 전문이 데이터베이스화되어 재팬 나우레지(ジャパンナレッジ, Japan Knowledge)상에서 공개되었다.

## 같이 보기
- 고쿠가쿠(国学)
- 유직고실(有職故実)
- 무가명목초(武家名目抄)
- 도쿄 대학 사료편찬소(東京大学史料編纂所)
- 대일본사료(大日本史料)

## 참고 문헌
- 熊田淳美『三大編纂物 群書類従 古事類苑 国書総目録 の出版文化史』（勉誠出版、2009年）